# ألبرتو يوسف
ألبرتو يوسف (بالبرتغالية: Alberto Youssef‏) هو مصرفي برازيلي، ولد في 6 أكتوبر 1967 في لوندرينا في البرازيل.